# Paučina
Paučina este un sat din comuna Rožaje, Muntenegru. Conform datelor de la recensământul din 2003, localitatea are 322 de locuitori (la recensământul din 1991 erau 356 de locuitori).

## Demografie
În satul Paučina locuiesc 201 persoane adulte, iar vârsta medie a populației este de 27,6 de ani (27,9 la bărbați și 27,3 la femei). În localitate sunt 81 de gospodării, iar numărul mediu de membri în gospodărie este de 3,98.
|  |

| Demografie | Demografie | Demografie |
| An         | Locuitori  | Locuitori  |
| ---------- | ---------- | ---------- |
|            |            |            |
|            |            |            |
|            |            |            |
|            |            |            |
| 1948       | 378        |            |
| 1953       | 487        |            |
| 1961       | 522        |            |
| 1971       | 354        |            |
| 1981       | 347        |            |
| 1991       | 356        | 352        |
| 2003       | 347        | 322        |

| \| Componența etnică conform recensământului din 2003[2] \| Componența etnică conform recensământului din 2003[2] \| Componența etnică conform recensământului din 2003[2] \| Componența etnică conform recensământului din 2003[2] \| Componența etnică conform recensământului din 2003[2] \| \| ----------------------------------------------------- \| ----------------------------------------------------- \| ----------------------------------------------------- \| ----------------------------------------------------- \| ----------------------------------------------------- \| \| \| \| \| \| \| \| Bosniaci \| Bosniaci \| \| 289 \| 89,75% \| \| Musulmani \| Musulmani \| \| 28 \| 8,69% \| \| necunoscută \| necunoscută \| \| 5 \| 1,55% \| |             |  |     |        |
| Componența etnică conform recensământului din 2003 |             |  |     |        |
| |             |  |     |        |
| Bosniaci | Bosniaci    |  | 289 | 89,75% |
| Musulmani | Musulmani   |  | 28  | 8,69%  |
| necunoscută | necunoscută |  | 5   | 1,55%  |